# Styela loculosa
Styela loculosa är en sjöpungsart som beskrevs av Monniot 1968. Styela loculosa ingår i släktet Styela och familjen Styelidae. Inga underarter finns listade i Catalogue of Life.